# Aleksander Illi
Pour les articles homonymes, voir Illi.
Aleksander Illi, né le 22 décembre 1912, à Vaimastvere, en Estonie et décédé le 25 janvier 2000, à Saue, en Estonie, est un ancien joueur, entraîneur et dirigeant estonien de basket-ball.

## Biographie
Aleksander Illi est président de la Fédération d'Estonie de basket-ball de 1945 à 1950.